# Partido Unidad Federalista
El Partido Unidad Federalista o PAUFE fue un partido político de Argentina conducido por Luis Abelardo Patti. 
Fue fundado en 1999 con el nombre de Partido Unidad Bonaerense (PAUBO) como base para la candidatura a gobernador de la Provincia de Buenos Aires del entonces intendente del Partido de Escobar, Luis Abelardo Patti.

## Participaciones electorales
1999
El partido se presentó por primera vez en 1999, en las elecciones para gobernador de la provincia de Buenos Aires, con la fórmula Luis Abelardo Patti-Gabriel Dreyfus. Obtuvo 565.408 sufragios (7,80%) alcanzando el tercer lugar. La campaña se basó en un discurso centrado en la seguridad, basándose en la imagen "dura" que el pasado de comisario otorgaba a Patti. Sus principales lemas de campaña fueron "Vote con seguridad", "Vote en defensa propia" y "Patti te quiero gobernador".
2001
Luis Abelardo Patti fue candidato a senador nacional. Obtuvo el quinto lugar, con 312.676 votos (5,67%).
2003
Luis Abelardo Patti volvió a presentarse como candidato a gobernador de la provincia de Buenos Aires en 2003, secundado por la docente Silvia Leonor Barreiro. Se posicionó como segunda fuerza provincial, alcanzando 733.263 votos (12,39%), siendo esta la mejor elección en la historia el partido hasta la actualidad
2005
En 2005 Luis Abelardo Patti se presentó como primer candidato a diputado nacional, apoyando desde el PAUFE la candidatura a Senador de Hilda González de Duhalde. Obtuvo 394.398 votos (6,00%) y fue elegido diputado. Sin embargo, y a pesar de que su candidatura nunca fue impugnada y la Justicia Electoral le entregó el diploma que acreditaba su condición de diputado electo, su asunción fue impugnada por la Cámara de Diputados y se le impidió asumir.
2007
Nuevamente Luis Abelardo Patti se presentó como candidato a gobernador de la provincia de Buenos Aires. Fue secundado por Adriana Elisa Tomaz y obtuvo el sexto lugar con 171.667 (2,45%) de los votos.
2009
Luis Abelardo Patti se presentó como candidato a diputado nacional por la provincia de Buenos Aires, desde el PAUFE, pero dentro del frente "Con Vos Buenos Aires". Así, buscaba llegar al Congreso desde la cárcel. Sin embargo, su candidatura fue prohibida por la Justicia y debió abandonar su postulación.
2011
El Tribunal Oral Federal N.º 1 de San Martín condenó a Luis Patti con cadena perpetua al hallarlo responsable de los delitos de allanamiento ilegal, privación ilegítima de la libertad, imposición de tormentos y homicidio.

## Actualidad
Luis Abelardo Patti estuvo 145 días detenido en una causa por violaciones a los derechos humanos, siendo finalmente liberado el 17 de abril de 2008. Sus seguidores consideran que esa causa fue montada por el Gobierno Nacional, lo que coloca a Patti como un "perseguido político".
El fallo que dio pie a su liberación fue dictado el 8 de abril de 2008 por la Corte Suprema de Justicia, intérprete máximo y final de la Constitución Nacional, quien habilitó la asunción de Patti como diputado nacional. Si bien la asunción todavía no se hizo efectiva, Luis Abelardo Patti obtiene igualmente los fueros por entenderse que los debió haber recibido al asumir su banca en 2005 y que por lo tanto debió haberlos tenido al iniciarse la causa en su contra en 2007. Su objetivo era asumir de manera efectiva su banca.